# (24952) 1997 QJ4
(24952) 1997 QJ4es un objeto transneptuniano, descubierto el 28 de agosto de 1997 por J. X. Luu; C. A. Trujillo; D. C. Jewitt y K. Berney desde los Observatorios de Mauna Kea, Hawái, Estados Unidos.

## Designación y nombre
Designado provisionalmente como 1997 QJ4.

## Características orbitales
1997 QJ4 está situado a una distancia media del Sol de 39,726 ua, pudiendo alejarse hasta 48,988 ua y acercarse hasta 30,465 ua. Su excentricidad es 0,233 y la inclinación orbital 16,560 grados. Emplea 91456,94 días en completar una órbita alrededor del Sol.

## Características físicas
La magnitud absoluta de 1997 QJ4 es 7,50.